# České dráhy
Die České dráhy [ˈtʃɛskɛː ˈdraːɦɪ] (ČD, deutsch Tschechische Bahnen) sind das staatliche Eisenbahnverkehrsunternehmen in Tschechien. Es entstand im Zuge der Teilung der Tschechoslowakei am 1. Januar 1993 aus einem Teil der Tschechoslowakischen Staatsbahnen (ČSD). 2003 wurde die staatliche Organisation reformiert und der Personenverkehr in eine privatwirtschaftlich organisierte Aktiengesellschaft in Staatsbesitz umstrukturiert. Die Verantwortung für das Streckennetz und die Reiseverkehrsanlagen der Bahnhöfe liegt seit dieser Reform nicht mehr bei den ČD. Sie wurden 2003 zum Infrastrukturbetreiber SŽDC (seit 2020: SŽ) überführt. Der Eisenbahnversuchsring Velim verblieb über das Tochterunternehmen VUZ bei den ČD. Der Güterverkehr wurde 2007 zur neu gegründeten Tochtergesellschaft ČD Cargo (ČDC), die mit Stand 2023 vollständig im Eigentum der ČD ist, ausgelagert.
Für die erste Jahreshälfte 2023 wurde eine Pünktlichkeitsquote von 88,8 Prozent gemeldet, hierbei sind auch äußere Einflüsse wie höhere Gewalt oder Ursachen des staatlichen Infrastrukturbetreibers SŽCZ (Baustellen, Defekte) inkludiert. Ohne diese läge die Pünktlichkeit bei 98,9 Prozent. Als pünktlich gilt in Tschechien ein Zug bis zu einer Verspätung von fünf Minuten. Bei der SBB waren im gleichen Zeitraum 92,5 Prozent der Verbindungen mit einer Verspätung von höchstens drei Minuten pünktlich. Bei der DB lag der Wert bei etwa 90 Prozent (maximal sechs Minuten Verspätung), während er im Bereich Fernverkehr nur bei 68,8 Prozent lag.

## Geschichte

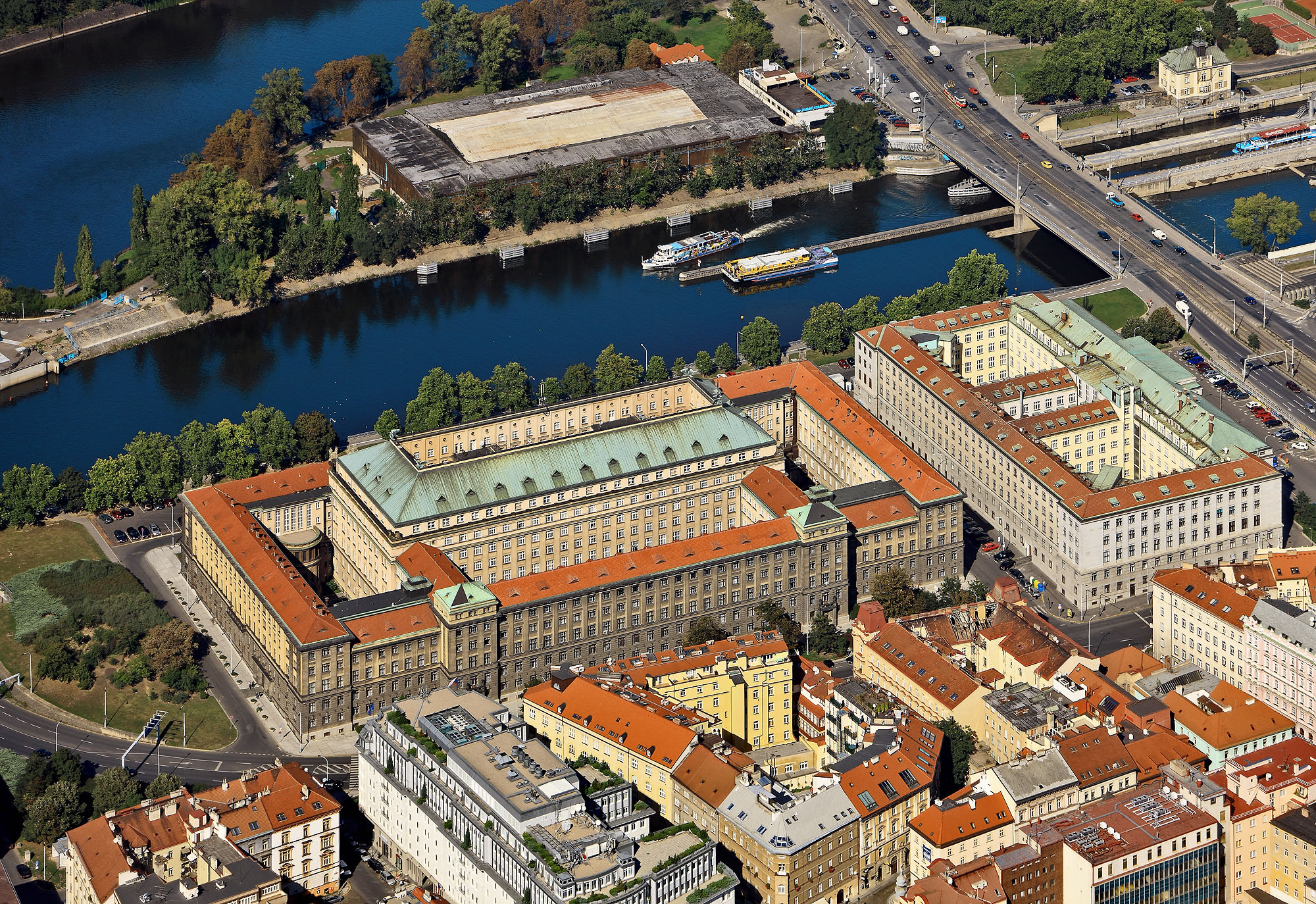
Sitz der ČD im Verkehrsministerium in Prag

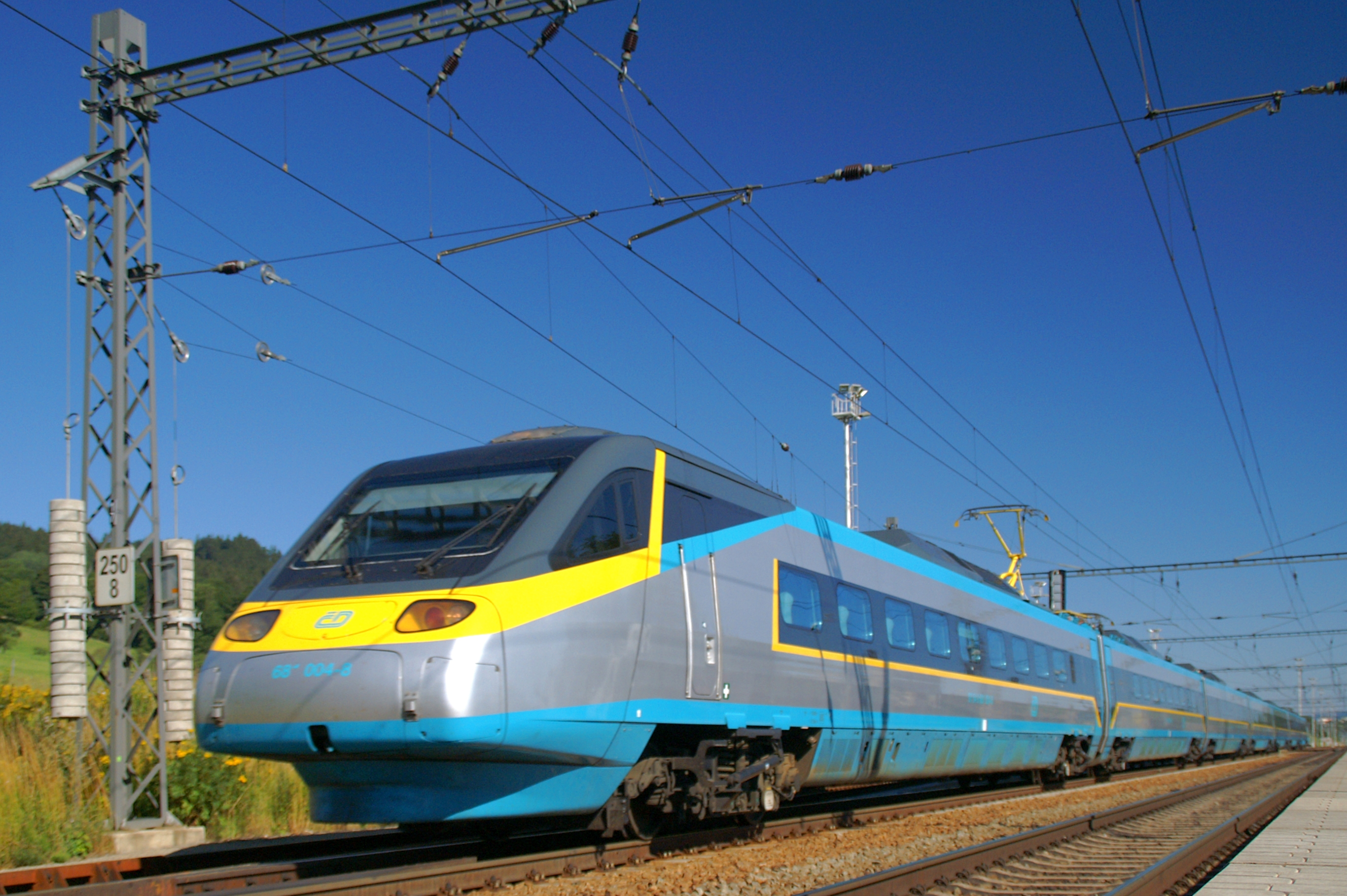
ČD-Baureihe 680 Pendolino

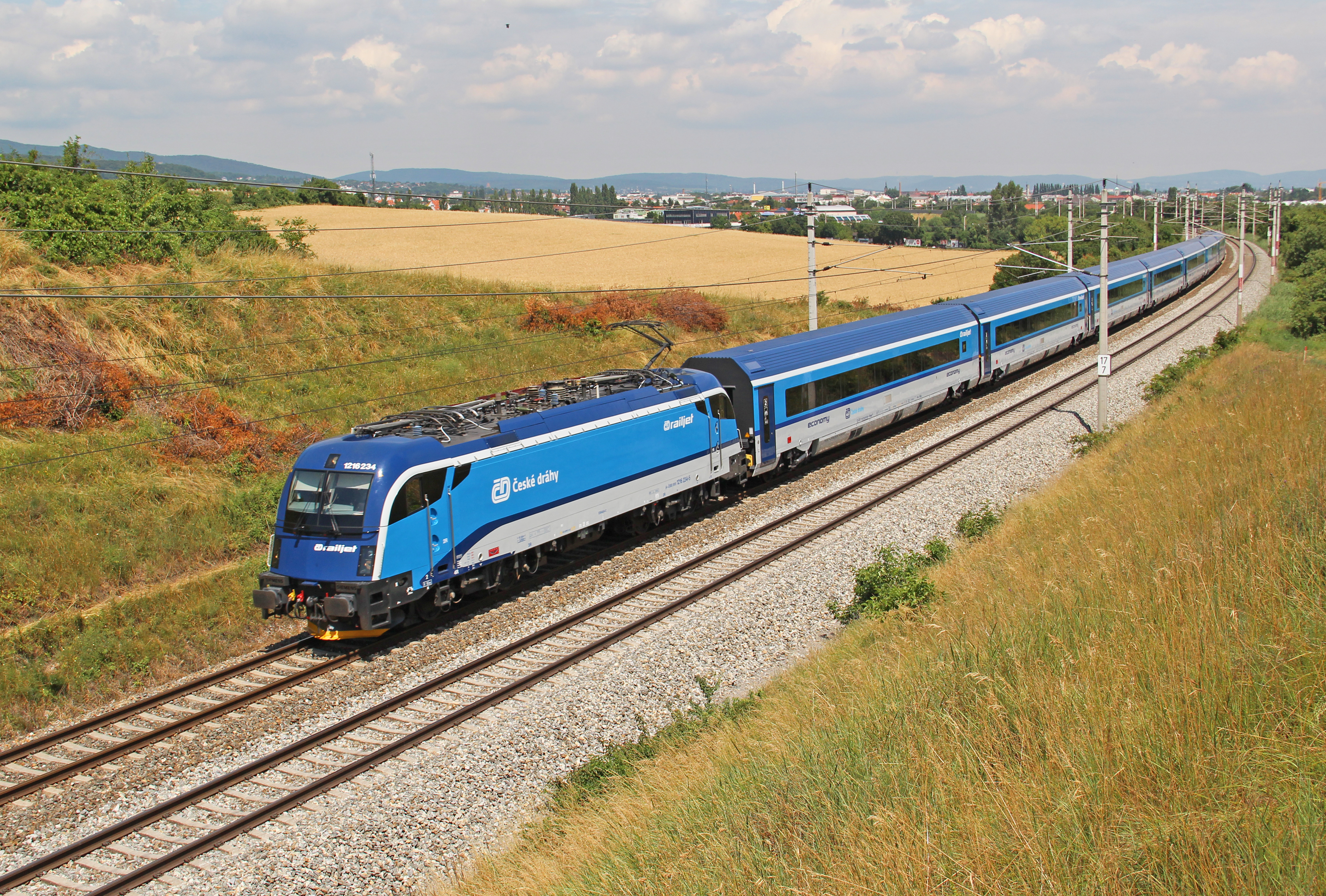
ÖBB-Lokomotive der Baureihe 1216 mit Railjet-Garnitur der ČD

Die staatliche Eisenbahngesellschaft entstand im Zuge der Teilung der Tschechoslowakei im Jahre 1993 aus einem Teil der Tschechoslowakischen Staatsbahnen.
Im Jahr 1997 wurden die südböhmischen Schmalspurbahnen Jindřichův Hradec–Nová Bystřice und Jindřichův Hradec–Obrataň an die private Eisenbahngesellschaft Jindřichohradecké místní dráhy (JHMD) abgegeben. Die in Schlesien gelegene Strecke Třemešná ve Slezsku–Osoblaha verblieb als einzige Schmalspurbahn im Netz der ČD, da sich hier kein privater Betreiber fand und die Stilllegung politisch nicht durchsetzbar war.
Am 1. Januar 2003 wurde der staatliche Betrieb in eine Aktiengesellschaft umgestaltet.
Seit dem 1. Januar 2003 befindet sich das gesamte Streckennetz im Besitz des staatlichen Infrastrukturbetreibers Správa železniční dopravní cesty (SŽDC). Die ČD sind seitdem nur noch ein Eisenbahnverkehrsunternehmen.
Die Güterverkehrssparte wurde am 1. Dezember 2007 in das neugegründete Tochterunternehmen ČD Cargo ausgegliedert.
Im Geschäftsjahr 2008 machten die ČD einen Verlust von 3,7 Mrd. Kč.
Im September 2009 wurde mit dem tschechischen Verkehrsministerium ein Vertrag abgeschlossen, der die Sicherung des regionalen Schnellzugverkehrs auf dem bisherigen Niveau für die nächsten zehn Jahre vorsieht. Dafür erhalten die Tschechischen Bahnen jährlich umgerechnet 105 Millionen Euro aus Staatsmitteln.
Im Geschäftsjahr 2009 erzielten die ČD erstmals einen Gewinn in Höhe von 1,1 Milliarden Kč, welcher vor allem den staatlichen Zuschüssen in Höhe von 4,8 Milliarden Kč zu verdanken ist. Defizitär ist vor allem der Betrieb der Regionalzüge. Für deren Betrieb zahlte der Staat im Jahr 2009 3,2 Milliarden Kč. Im Jahr 2009 beförderten die ČD insgesamt 163 Millionen Fahrgäste, sechs Prozent mehr als im Vorjahr. Das Modernisierungsprogramm für die Fahrzeuge des Regionalverkehrs wurde 2009 fortgesetzt, 4,2 Milliarden Kč wurden in neue Züge investiert.
Das Eintreten von Wettbewerbern wie Regiojet und Leo Express mit neuen Konzepten bewegten auch die ČD in den Folgejahren im Bereich des Kundenservice zum Besseren. Die ČD investieren seither vermehrt in neue Züge oder modernisiert älteres Zugmaterial. Durch öffentliche Ausschreibungen von regionalen Nahverkehrsleistungen verloren die ČD zum Fahrplanwechsel 2019/2020 erstmals Leistungen an Wettbewerber. Aus diesem Grund beschafft die Staatsbahn, wenn vom Auftraggeber gefordert, zunehmend neue oder modernere gebrauchte Eisenbahnfahrzeuge mit Niederflureinstiegen, welche im starken Kontrast zur weit verbreiteten Baureihe 810 stehen.

## Organisationsstruktur

### Unternehmensleitung
Generaldirektoren (generální ředitelé) bzw. Vorstandsvorsitzende (předsedové představenstva):
- Emanuel Šíp (1. Januar 1993 bis 13. Juni 1995)
- Josef Bazala (30. Juni 1995 bis 28. September 1995)
- Rudolf Mládek (1. September 1995 bis 5. März 1997)
- Vladimír Sosna (10. März 1997 bis 4. August 1998)
- Dalibor Zelený (6. August 1998 bis März 2003)
- Petr Kousal (Februar 2003 bis Mai 2005)
- Josef Bazala (Mai 2005 bis Januar 2008)
- Petr Žaluda (Januar 2008 bis Juli 2013)
- Dalibor Zelený (Juli 2013 bis Februar 2014)
- Daniel Kurucz (Februar 2014 bis November 2014)
- Pavel Krtek (November 2014 bis September 2018)
- Miroslav Kupec (September 2018 bis Juni 2019)
- Václav Nebeský (September 2019 bis Dezember 2020)
- Ivan Bednárik (Dezember 2020 bis Februar 2022)
- Michal Krapinec (seit März 2022[7])

### Unternehmensstruktur
- Generaldirektion (Generální ředitelství)

- Zweigbetriebe
  - Železniční zdravotnictví (Eisenbahngesundheitswesen)

- Organisationseinheiten[8]
  - Zásobovací centrum Česká Třebová (Logistisches Zentrum)
  - Odúčtovna přepravních tržeb (Abrechnungsstelle der Transporterlöse) in Olomouc
  - Vlakový doprovod osobní dopravy Praha (Zugbegleitung Prag)
  - Regionální správy majetku (6 Regionale Vermögensverwaltungen)
  - Krajská centra osobní dopravy (13 Regionale Personenverkehrszentren)
  - Regionální centra provozu (Regionale Verkehrszentren): Brno, Hradec Králové, Ostrava, Plzeň, Praha, Ústí nad Labem

- Exekutive Einheiten (výkonné jednotky)
  - Fahrzeugdepots (Depo kolejových vozidel): DKV Brno, DKV Česká Třebová, DKV Olomouc, DKV Plzeň, DKV Praha[9]

### Tochtergesellschaften
ČD Cargo
Die ČD Cargo ist ein Eisenbahnverkehrsunternehmen im Schienengüterverkehr. Das Unternehmen wurde am 1. Dezember 2007 aus den České dráhy herausgelöst und übernahm vom Mutterunternehmen etwa ein Drittel der Lokomotiven, alle Güterwagen und etwa 12.500 Mitarbeiter.
Dopravní vzdělávací institut
Das Dopravní vzdělávací institut a.s., kurz DVI (deutsch etwa: Verkehrsbildungsinstitut AG) wurde am 1. Oktober 2005 als Tochterunternehmen der ČD gegründet und dient der betrieblichen Fort- und Weiterbildung im Bereich Bahnverkehr. Es werden spezialisierte Lehrgänge mit Schwerpunkten Eisenbahnverkehr, Betriebsmanagement und Sprachen angeboten.
Das Unternehmen hat seinen Sitz in Prag. Regionale Ausbildungszentren befinden sich in Plzeň, Ústí nad Labem, Hradec Králové, Brünn und Ostrava. Ein spezialisiertes „Zentrum für technische Bildung“ befindet sich in Česká Třebová.
ČD - Telematika
Die ČD - Telematika ist ein Anbieter von Internet-, Daten- und Sprachdiensten sowie Dienstleister im Bereich Verwaltung, Wartung und Bau von Glasfaserinfrastrukturen. Das Unternehmen betreibt in Tschechien nach O2 das zweitgrößte Glasfasernetz als Teil der staatlichen Infrastruktur.
Weitere Tochtergesellschaften
- RailReal a.s. (Praha)
- ČD Reality a.s. (Praha)
- Výzkumný ústav železniční a.s. (VÚŽ, Praha)
- DPOV, a.s. („dílny pro opravy vozidel“, Přerov)
- ČD - Informační Systémy
- ČD Restaurant, a.s.

Beteiligungen (Auswahl)
- RailReal a.s.
- ČD travel, s.r.o.
- Smíchov Station Development
- Žižkov Station Development
- JLV a.s.
- Masaryk Station Development, a.s.
- CR-City a.s.

## Streckennetz

Das Streckennetz der ČD

Die elektrifizierten Strecken der ČD

Im Jahr 2003 wurde eine Streckenlänge von 9501 km befahren, von der etwa ein Drittel (2943 km) elektrifiziert ist. Davon wiederum werden etwa 60 % mit 3 kV Gleichspannung (im Nordosten) betrieben und die restlichen 40 % mit 25 kV Wechselspannung mit einer Frequenz von 50 Hz (im Südwesten). Mittelfristig plant der Netzbetreiber, das Gleichspannungsnetz ebenfalls auf Wechselspannung umzustellen. Vorbereitungsarbeiten laufen, bei Umbauten werden die Fahrleitungsanlagen gegen 25 kV isoliert. Die Strecke Tábor–Bechyně ist die letzte elektrifizierte Strecke mit Gleichspannung von nur 1,5 kV, die ursprünglich ebenfalls mit dieser Spannung elektrifizierte Strecke Rybník–Lipno nad Vltavou wurde 2005 auf 25 kV umgestellt.
Knapp 2000 km des Netzes sind zweigleisig ausgebaut. Im Jahr 1995 wurde die Zahl der Bahnhöfe mit 1063 angegeben. Neben den Regelspurbahnen werden 20 Kilometer schmalspurige Strecke betrieben.
Am Ještěd in Nordböhmen betrieben die ČD bis zu einem Unfall am 31. Oktober 2021 eine Kabinenseilbahn, die Seilbahn Ještěd.
Aktuell wird das Streckennetz von der SŽDC auf vier sogenannten „Transitkorridoren“ ausgebaut, welche die wichtigsten Eisenbahnstrecken des Landes umfassen und die größten Orte mit der Hauptstadt Prag und untereinander verbinden. Im Endzustand sollen die Korridore durchgängig mit einer Geschwindigkeit von 160 km/h befahren werden, teilweise wird ein weiterer Ausbau für 230 km/h angestrebt.
Die České dráhy befahren diese Korridore mit ihren Fernzügen, wobei sie seit einigen Jahren auf dem wichtigsten und am besten ausgelasteten Korridor Prag–Olmütz–Ostrava Konkurrenz von den privaten Betreibern RegioJet und Leo Express erhalten haben. Nach Angaben der Fachzeitschrift Eisenbahn-Revue International herrscht dort ein „ruinöser Preiskampf“ zwischen den drei Eisenbahnverkehrsunternehmen. Fahrscheine für die 356 km lange Relation Prag–Ostrava waren 2015 (bei Leo Express) bereits für 99 CZK (etwa 3,60 Euro, entsprechend 1 Eurocent pro Personenkilometer) erhältlich.

## Zuggattungen
Die České dráhy betreibt folgende Zuggattungen:
| Verkehrsleistung | Abk.  | Tschechische Bezeichnung | Deutsche Bezeichnung | Konzept |
| ---------------- | ----- | ------------------------ | -------------------- | --- |
| Regionalverkehr  | Os    | Osobní vlak              | Personenzug          | Personenzüge halten in der Regel auf allen Unterwegsbahnhöfen und sind das Grundangebot im Regionalverkehr. Auch die tschechischen S-Bahnen (Esko Prag und Ostrava) werden als Osobní vlak kategorisiert. Os entsprechen der deutschen Regionalbahn.                                             |
| Regionalverkehr  | Sp    | Spěšný vlak              | Eilzug               | Eilzüge entsprechen weitgehend den Os, halten aber nicht an allen Bahnhöfen. |
| Fernverkehr      | R     | Rychlík                  | Schnellzug           | Schnellzüge sind Fernverkehrszüge, die mit vielen Halten auf mittleren bis langen Distanzen zum Teil dem deutschen Regionalexpress entsprechen. |
| Fernverkehr      | Ex    | Expres                   | Expres               | Ex dienen schnelleren komfortableren Reisen auf großen Distanzen mit weniger Haltepunkten. Sie fahren auch im internationalen Zugverkehr. Entspricht dem früheren deutschen Interregio. |
| Fernverkehr      | IC SC | InterCity SuperCity      | InterCity SuperCity  | Die IC entsprechen in ihrem Einsatz und Anspruch weitgehend den deutschen InterCity. Aus Vermarktungsgründen werden Verbindungen mit dem Pendolino als SC gekennzeichnet. |
| Fernverkehr      | EC RJ | EuroCity Railjet         | EuroCity Railjet     | Sie betreiben gemeinsam mit der DB Fernverkehr AG die EuroCitys von Praha.hl.n bis Hamburg-Altona und Kiel Hbf via Dresden, Berlin und Ludwigslust. 2014 wurde die Gattung RJ eingeführt. Dies sind teils sehr komfortable Schnellzüge nach Österreich im gemeinsamen Linienbetrieb mit den ÖBB. |
| Fernverkehr      | EN    | EuroNight                | EuroNight            | EN sind internationale Nachtzüge mit Zielen und Anspruch ähnlich den EuroCitys. |

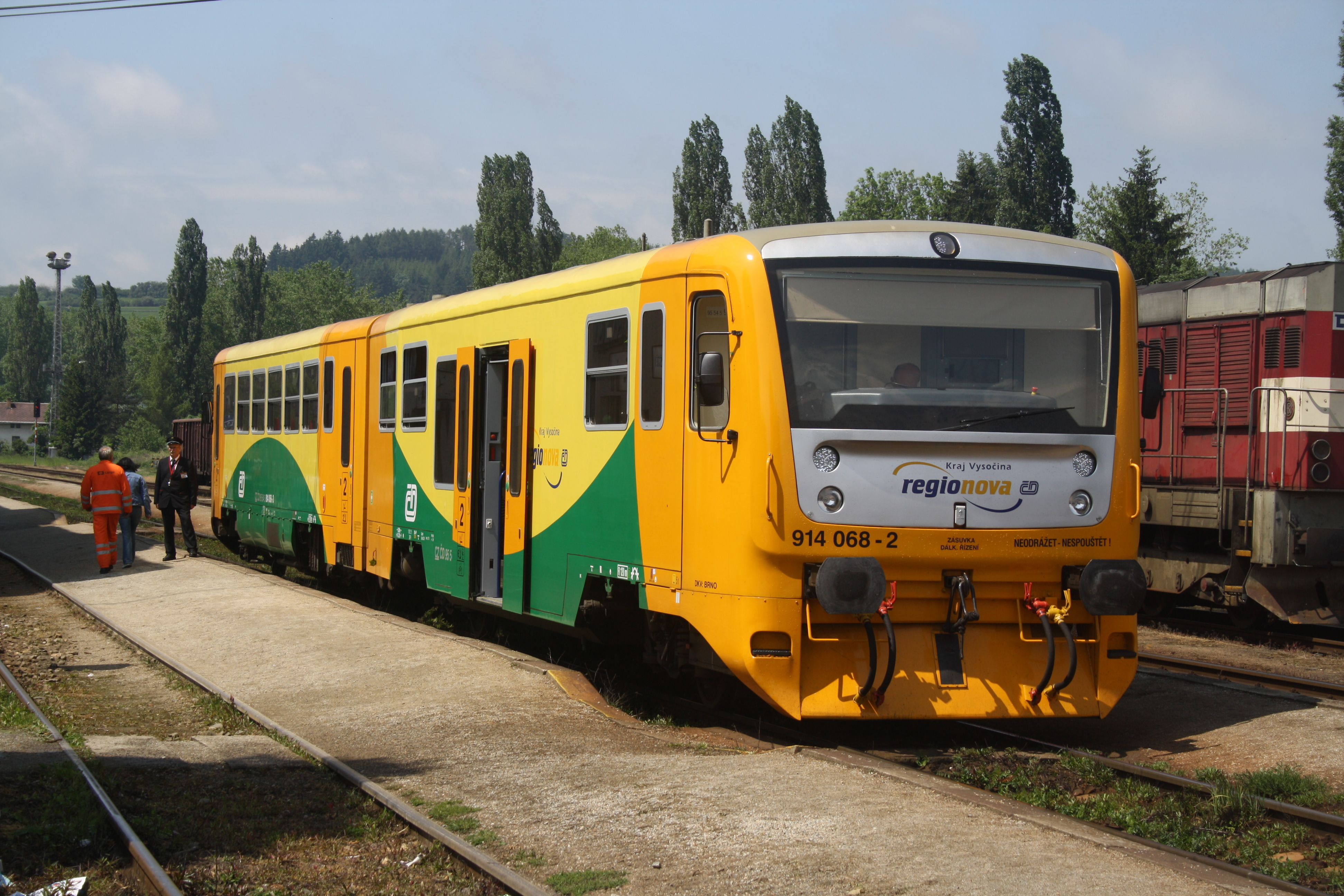
Regionalzug auf einer Nebenstrecke, hier in Okříšky

Die Personenzüge (Os) entsprechen den deutschen und österreichischen Regionalbahnen und halten an allen Bahnhöfen und Haltestellen, wobei sie meist nur die zweite Wagenklasse führen. Auch die Züge der S-Bahnsysteme „Esko“ in Prag und Ostrava werden in den Fahrplänen als „Osobní vlak“ geführt. Personenzüge verkehren in der Regel im Ein- oder Zweistundentakt. Im Netz des Esko-Systems in Prag gibt es zum Teil auch einen 30-Minuten-Takt.
Die Eilzüge (Sp) sind Personenzüge, die zugunsten einer höheren Reisegeschwindigkeit nicht an allen Bahnhöfen halten. Auch sie führen meist nur die zweite Klasse.
Schnellzüge (R) stellen das Grundangebot im Fernverkehr dar. Sie haben meist häufige Halte, die Durchschnittsgeschwindigkeit ist oft niedrig. Die gefahrenen Linien sind mit dem deutschen Regionalexpress vergleichbar, teilweise haben die Züge aber auch lange Laufwege, bieten z. B. auch zahlreiche umsteigfreie Direktverbindungen aus entfernteren Teilen des Landes in die Hauptstadt Prag. Schnellzüge verkehren in der Regel im Zweistundentakt. In der Regel führen sie Wagen der ersten und zweiten Klasse, teilweise mit Bordrestaurant. Rx bzw. Rychlík vyšší kvality existierten von 2014 bis 2018, sie bestanden aus neuen oder modernisierten Wagen. Inzwischen sind derartige Wagen planmäßig im gesamten Schnellzugdienst Standard.

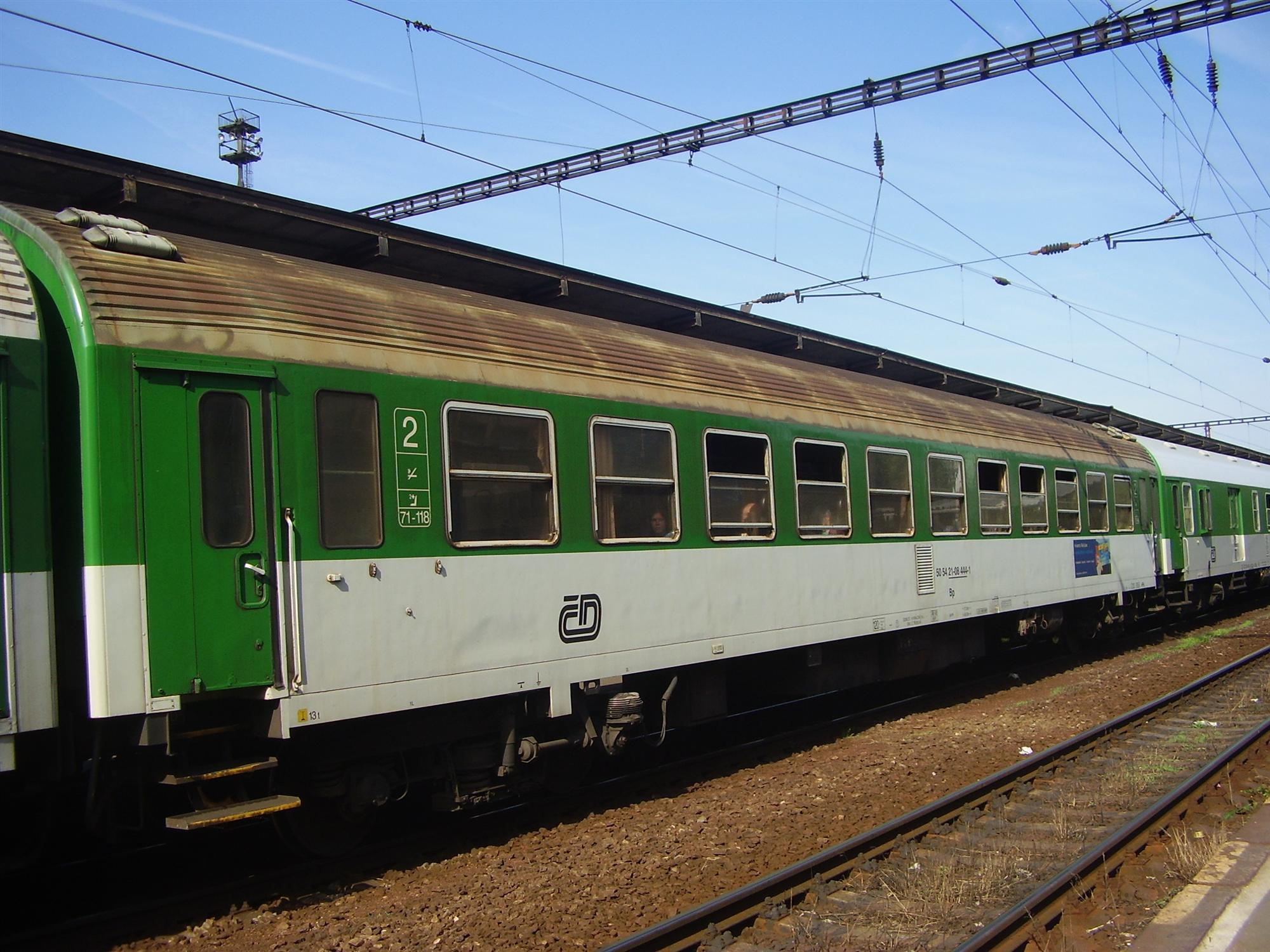
Wagen Bp im bis 2011 typischen Farbschema der ČD

Expresse (Ex) sind Schnellzüge höheren Niveaus auf Fernverbindungen. Charakteristisch sind wenige Halte und eine hohe Reisegeschwindigkeit. Die eingesetzten Fahrzeuge erfüllen allerdings nicht die Standards von Eurocity. Die Züge bestehen aus Wagen der ersten und zweiten Klasse, in einigen Expresszügen gibt es ein Bordrestaurant.
Die tschechischen InterCity-Züge sind mit den deutschen InterCity vergleichbar, sie legen lange Strecken mit vergleichsweise wenigen Verkehrshalten zurück, es gibt außerdem Bordrestaurants.
Die EuroCity (EC) sind internationale Fernzüge, die sonst ähnlich den deutschen und tschechischen InterCitys sind.
EuroNight-Züge (EN) sind Nachtzüge mit Schlaf- bzw. Liegewagen, sie entsprechen abgesehen vom prinzipbedingt nicht vorhandenen Taktfahrplan den EuroCity.

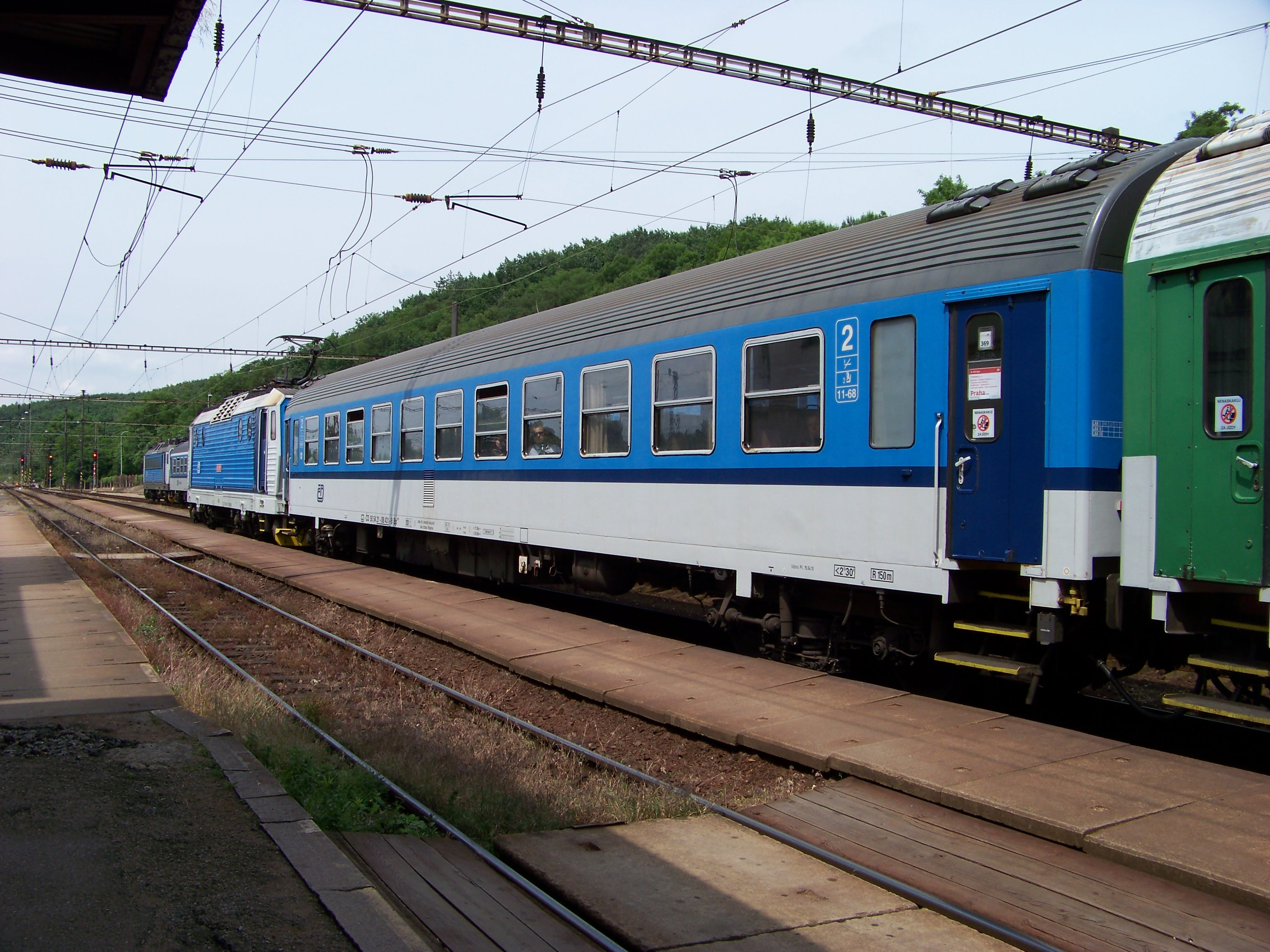
Wagen Bp im 2008 eingeführten Farbschema Najbrt

Seit Dezember 2014 bieten auch die ČD die Zuggattung railjet (RJ) an. Im Jahr 2014 wurden sieben Garnituren von Siemens angeschafft, die mit von den ÖBB angemieteten Loks der Baureihe 1216 bespannt werden. Im Planeinsatz werden sie, gemeinsam mit drei Garnituren der ÖBB, von Praha hl.n. über Wien Hbf nach Graz Hbf eingesetzt. Die Garnituren verfügen über drei Klassen: Economy, first und business class. Zwischen economy und first class befindet sich das Restaurant. Durch kostenloses WLAN in Tschechien und Österreich sowie mehreren Infobildschirmen im Zug soll den Reisenden die Fahrt angenehmer gemacht werden.
Seit Juni 2020 wird auch ein Zugpaar von Graz nach Prag und zurück über Ústí nad Labem und Dresden nach Berlin Hbf verlängert, dies verkehrt mit einer Garnitur der ČD.
Die SuperCity (SC) sind die komfortabelsten und schnellsten Züge der ČD. Sie verkehren ausschließlich auf der ausgebauten Strecke von Ostrava über Olomouc nach Prag und zweimal täglich darüber hinaus in Richtung Pilsen weiter nach Františkovy Lázně. Als SuperCity werden Neigetechnikzüge eingesetzt. Die Züge verkehren zwischen Prag und Ostrava im Zweistundentakt, einige Züge verkehren über Ostrava hinaus bis nach Bohumin. Ein Zugpaar bis nach Košice (Slowakei) durch. Anfänglich angebotene Verbindungen nach Wien und Bratislava wurden inzwischen zu Gunsten eines auf der Hauptroute verdichteten Fahrplans wieder eingestellt.
Sämtliche Züge sind zuschlagfrei, abgesehen von Bett- oder Liegekarten in EuroNight-Nachtzügen, jedoch besteht in den SuperCitys (außer im Abschnitt Františkovy Lázně/Franzensbad–Plzeň/Pilsen in der zweiten Klasse) und in den Businessabteilen der railjets Platzkartenpflicht.

## Lokomotiven und Wagen

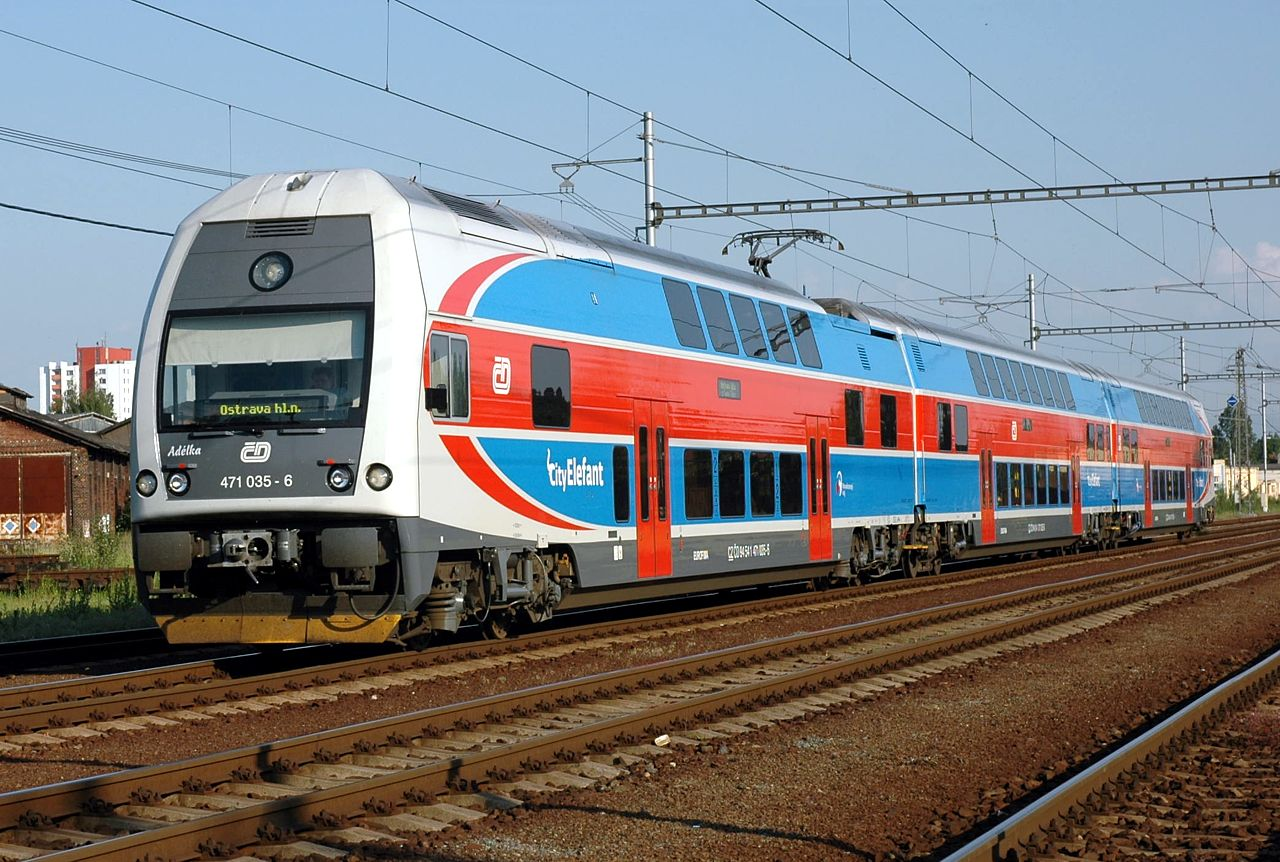
Die modernen Doppelstockzüge der ČD-Baureihe 471 kommen vorrangig im Prager S-Bahnverkehr zum Einsatz.

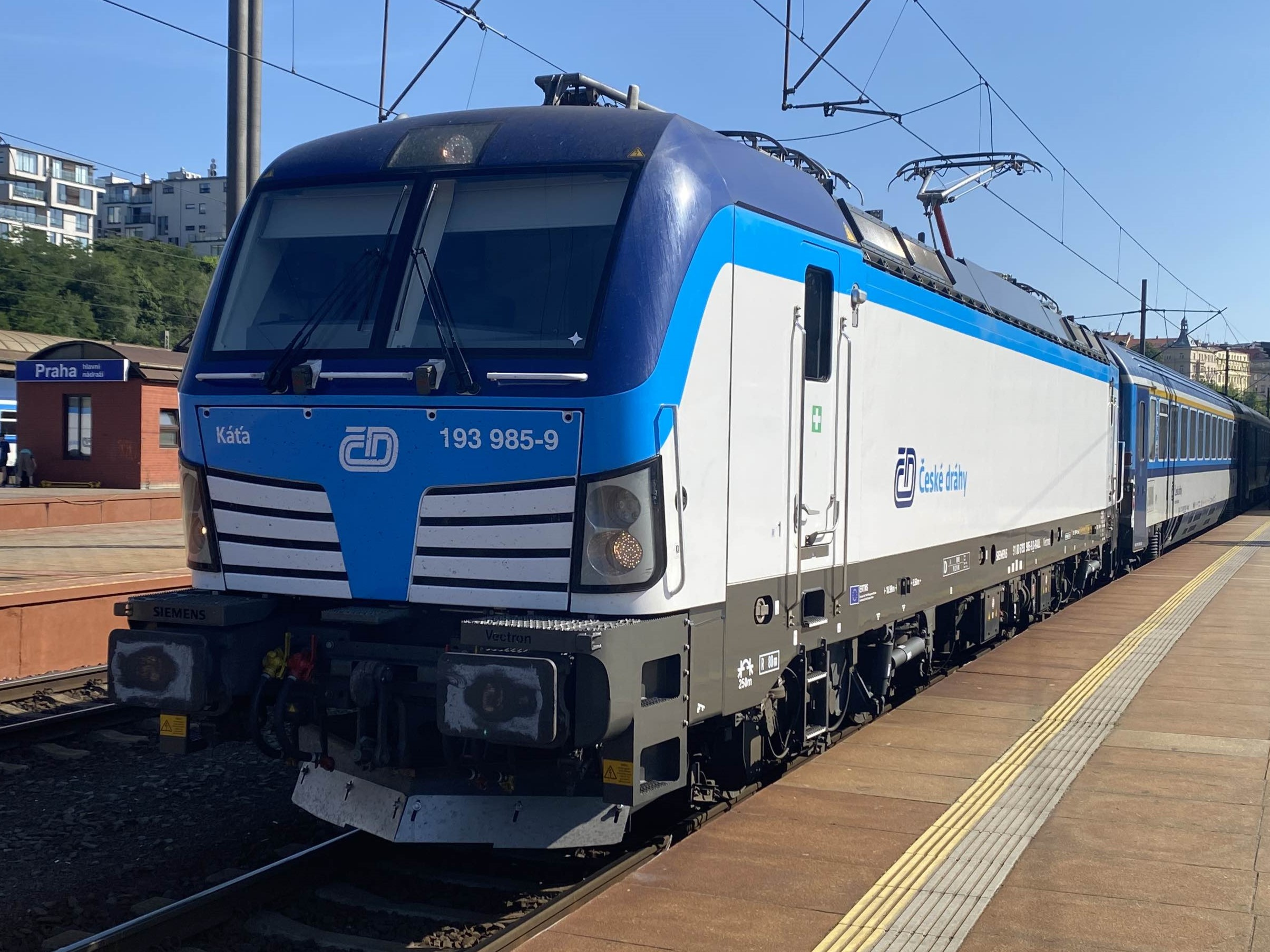
Elektrische Lokomotiven aus der Plattform Vectron werden im Fern- und Güterverkehr eingesetzt.

Der Fahrzeugpark der ČD besteht zu großen Teilen immer noch aus Fahrzeugen, die vor 1993 von den Tschechoslowakischen Staatsbahnen (ČSD) beschafft wurden. Finanzielle Probleme infolge des rapiden Verkehrsrückganges der 1990er Jahre verhinderten insbesondere die Ausmusterung von älteren Fahrzeugen aus den 1950er und 1960er Jahren und damit einhergehende Neubeschaffung.

### Regionaler Verkehr
In den 1990ern wurden Dieseltriebwagen der Reihe 843 beschafft. Weiter wurden mit der ČD-Baureihe 854 im gleichen Zeitraum eine Vielzahl von Dieseltriebwagen der 1960er Jahre umfangreich rekonstruiert.
Für den Nahverkehr werden zumeist die vorhandenen Fahrzeuge umfassend modernisiert. Ein Beispiel dafür sind die Triebwagen der Baureihe 810, welche in teilweise niederflurige „Regionova“ der Baureihe 814 umgebaut wurden. Für die Städteschnellverkehre um Prag und Ostrava („Esko“) wurden 83 doppelstöckige Triebzüge der Reihe 471 des tschechischen Herstellers Škoda Transportation in Dienst gestellt.
Ab etwa 2011 erfolgten auch Neubeschaffungen von Triebwagen für den Regionalverkehr: In einigen Regionen wurde der „RegioShark“ und „RegioFox“ der polnischen Firma PESA beschafft. Andere Regionen beschafften die etwas kleineren „RegioSpider“ der Firma Stadler Rail. Auf elektrifizierten Strecken kommen zunehmend die als „RegioPanter“ vermarkteten Züge der heimischen Firma Škoda Transportation zum Einsatz. Die neuen Züge ersetzen bedarfsweise das alte Rollmaterial. Seit 2018 fahren dezent modernisierte Schienenbusse der Baureihe 810 als „RegioMouse“.
Mittlerweile werden bei Neubeschaffungen nur noch Triebwagen für den Regionalverkehr beschafft.

### Fernverkehr
Investitionen in neue Fahrzeuge für den Fernverkehr erfolgten zunächst vor allem für den Fernverkehr. So wurden etwa im Jahr 2005 sieben Neigetechnik-Triebzüge der Baureihe 680 („Pendolino“) für den hochwertigen internationalen Reiseverkehr in Betrieb genommen. Ursprünglich sollten mindestens zehn Einheiten in den Bestand eingehen. Es wurden auch neue Personenwagen bei Vagónka Studenka und SGP Siemens in den 1990er und frühen 2000ern beschafft. Auch Schlafwagen wurden so neu beschafft.
Im Herbst 2011 wurde die Übernahme einer Lieferoption für 16 Garnituren des Railjet 1 von den ÖBB bekanntgegeben – die Züge sollten ab 2013 wichtige tschechische Hauptstrecken bis in die Nachbarländer bedienen.
2021 wurden die Interjet-Einheiten als weitere neue Wagenbauart in Dienst gestellt. Diese 50 Personenwagen basieren auf den Railjet-Einheiten, sie weisen aber keine Steuerwagen auf und dienen dem Fernverkehr innerhalb des Landes. Seit 2025 werden, ebenfalls auf den Railjet basierend, 20 neunteilige Einheiten des ComfortJet eingesetzt. Sie verfügen über Steuerwagen und stellen die Verbindungen nach Berlin/Hamburg bis nach Kopenhagen und in der anderen Richtung nach Budapest und Villach sicher. Diese Fahrzeuge sind auf eine Höchstgeschwindigkeit von 230 km/h ausgelegt.

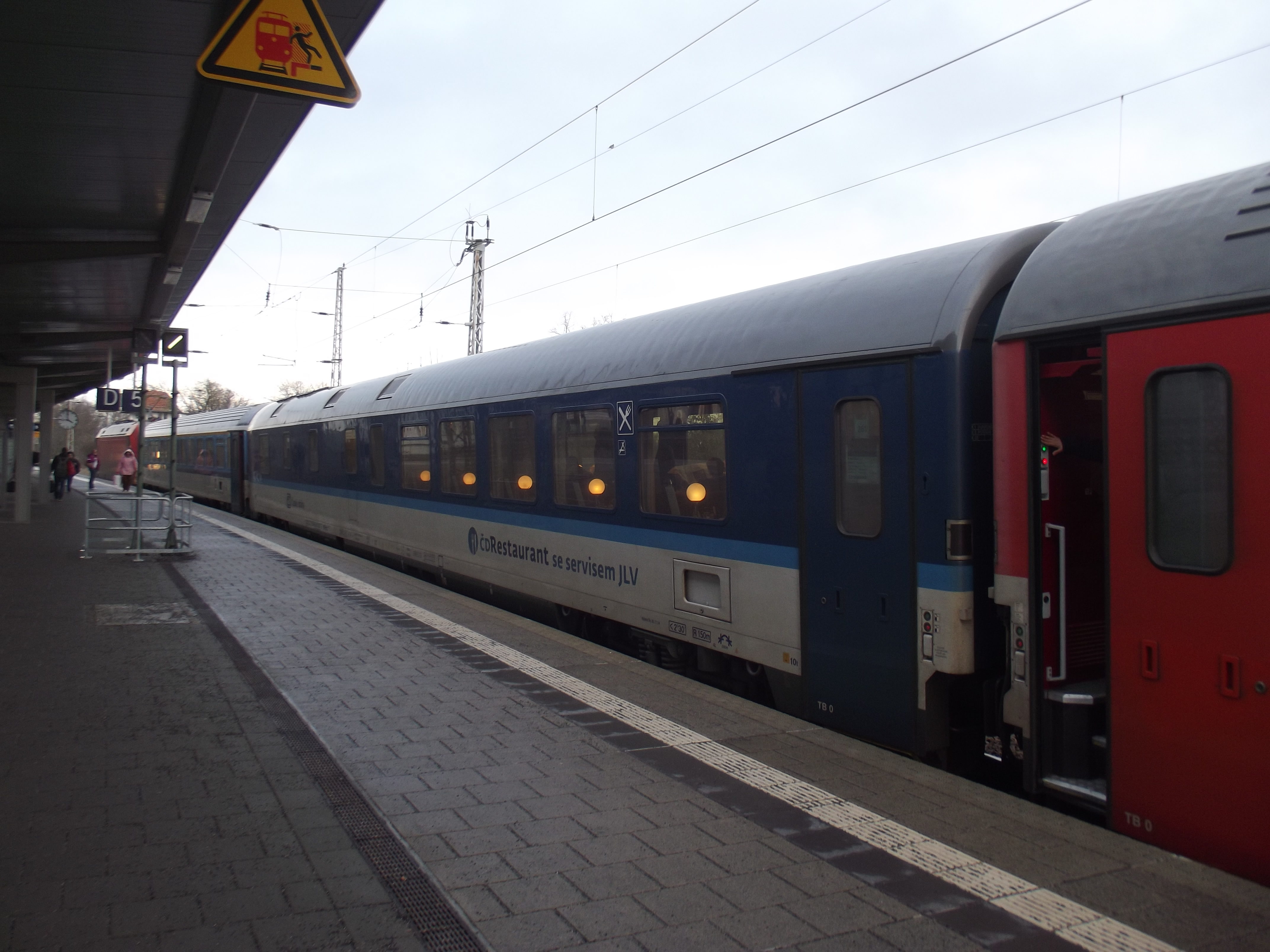
Speisewagen eines EC 378 (2015)

Überregionale Bekanntheit erlangten die vom Unternehmen JLV betriebenen Speisewagen vom Typ WRmz 815, die vor allem in Zügen von Prag nach Dresden, Berlin und Hamburg eingesetzt werden. In der deutschsprachigen Presse werden sie aufgrund des Angebots tschechischer Küche auch „Knödelexpress“ genannt.

### Lokomotiven
Zahlreiche Diesellokomotiven aus den 60ern, 70ern und 80ern werden seit den 1990ern mit neuen Motoren ausgestattet. Die Dampfheizkessel der Lokomotiven für den Reisezugdienst wurden durch Speiseeinrichtungen für die Zugsammelschiene ersetzt. Die Lokkästen blieben dabei weitestgehend unverändert.
In den 1990er wurden nur noch vereinzelt neue Lokomotiven beschafft, es handelte sich um letzte Stückzahlen von Tranchen aus dem vorigen Jahrzehnt. In der Folgezeit gab es überdurchschnittlich viele eher neuere Lokomotiven im Bestand. So gab es keinen Druck für Neubeschaffungen. Stattdessen wurden einzelne Baureihen für höhere Geschwindigkeiten umgebaut oder für weitere Stromsysteme nachgerüstet. Eine Neubeschaffung von Lokomotiven zeigte sich erst wieder sinnvoll, als die deutschen Strecken von Dresden über Berlin nach Hamburg zunehmend für Geschwindigkeiten über 160 km/h modernisiert wurden. Aus diesem Grunde wurde nach einer Ausschreibung die bis zu 200 km/h schnelle ČD-Baureihe 380 bestellt. Hier verzögerte sich die Lieferung und aufgrund zwischenzeitlich geänderter Normen musste die Staatsbahn auch noch die entsprechenden Zusatzkosten tragen, was zu mehreren verlorenen Gerichtsprozessen führte.
Die Staatsbahn verzichte auf weitere Bestellungen der Baureihe 380 und beschaffte stattdessen Taurus- und Vectron-Lokomotiven von Siemens. 2023 wurden 50 Lokomotiven des Typs Vectron bestellt. Es war die Erstbestellung von Lokomotiven dieser Bauart für eine Geschwindigkeit von 230 km/h überhaupt.

## Eisenbahnmuseum Lužná u Rakovníka

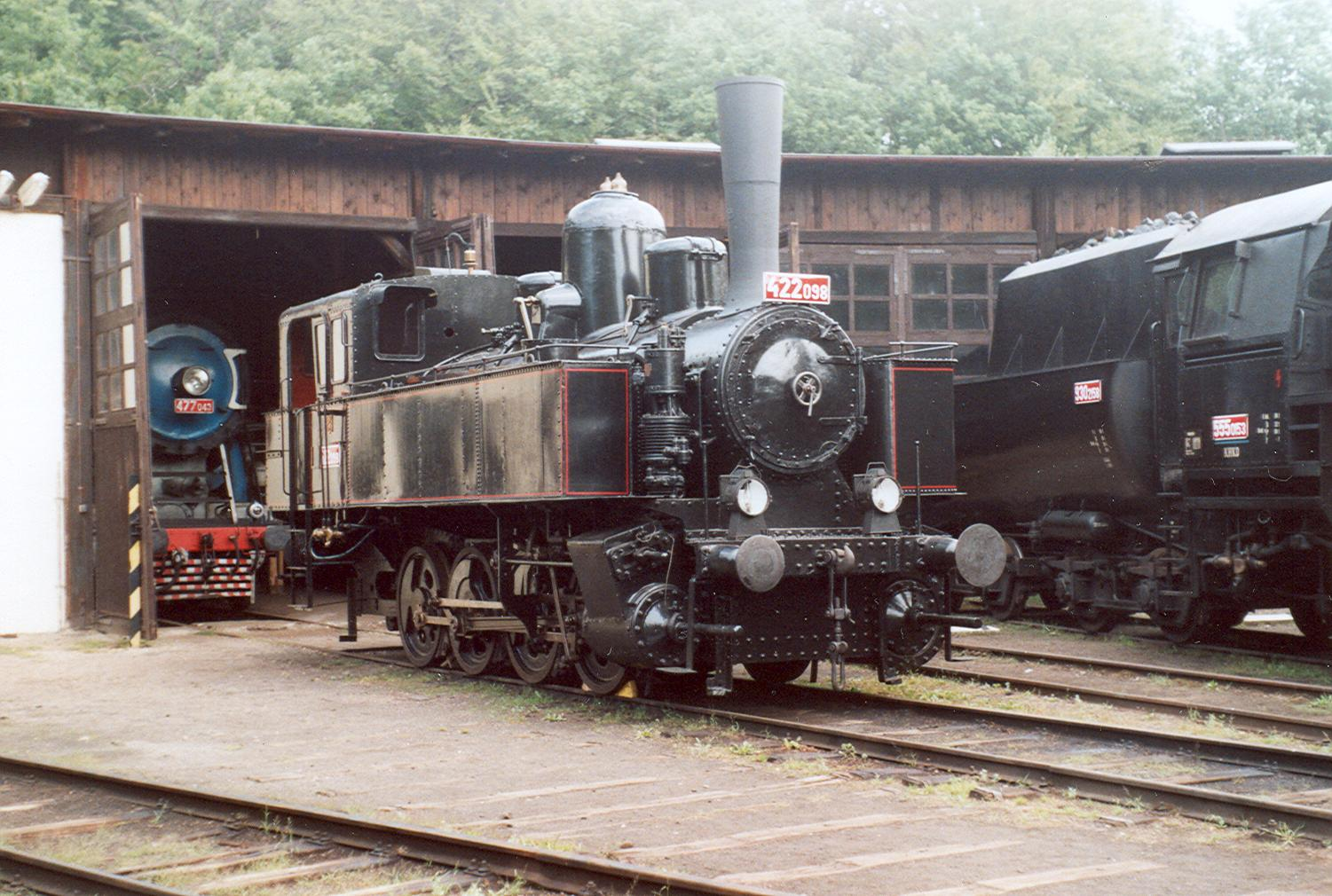
Eisenbahnmuseum Lužná u Rakovníka

Auf dem Gelände des einstigen Depots im Bahnhof Lužná u Rakovníka betreiben die ČD seit 1997 das größte Eisenbahnmuseum Tschechiens. Neben eigenen historischen Lokomotiven und Wagen werden dort auch Fahrzeuge des Technischen Nationalmuseums Prag präsentiert. Ergänzt wird die Fahrzeugsammlung durch eine Ausstellung mit historischer Sicherungstechnik.